# Green Arrow
Green Arrow je izmišljen superheroj koji se pojavljuje u stripovima koje objavljuje DC Comics. Stvorio ga je Mort Weisinger, a dizajnirao ga je George Papp, a prvi put se pojavio u Fun Comics # 73 u studenom 1941. Njegovo pravo ime je Oliver Jonas Queen, bogati poslovni čovjek i vlasnik Queen Industries koji je također poznata slavna osoba u gradu Star City. Ponekad je prikazan kao odjeven kao Robin Hood, Green Arrow je strijelac koji koristi svoje vještine u borbi protiv kriminala u njegovim rodnim gradovima Star City i Seattleu, kao i zajedno s kolegama superherojima kao članom Justice League-a. Iako je rjeđe korišten u suvremenim pričama, raspolaže i nizom strelica s različitim posebnim funkcijama, kao što su ljepilo, eksplozivna kuka, kvačica za udaranje, bljesak bljesak, suzavac, pa čak i kriptonitske strelice za uporabu u nizu posebnih situacija, U vrijeme svog debija, Zelena Strelica funkcionira na mnogo načina kao streličarski analogija vrlo popularnog karaktera Batmana, no pisci iz DC-a naknadno su ga razvili u glas lijevih politika vrlo različitog karaktera od Batmana.
Zelena boja uživala je umjereni uspjeh u svojim prvim godinama, postajući pokroviteljska značajka More Fun, kao i povremene nastupe u drugim stripovima. Tijekom prvih dvadeset i pet godina, lik nikada nije uživao veću popularnost. Krajem šezdesetih, pisac Denny O'Neil, inspiriran dramatičnim vizualnim preoblikovanjem likova Neal Adams, odlučio ga je izgubiti sreću, dajući mu tada jedinstvenu ulogu streetwise križara za radničku klasu i one u nepovoljnom položaju. Godine 1970. bio je uparen s više junaka koji se bave pravom i poretkom, Green Lantern, u slavnom seriju stripova društvenih svijesti. Od tada je popularan među fanovima stripova, a većina je pisaca uzela urbanistički, krhki pristup liku. Lik je ubijen 1990-ih i zamijenjen novim likom, Oliverovim sinom Connorom Hawkeom. Connor se, međutim, pokazao manje popularnim karakterom, a izvorni lik Olivera Queen uskrsnuo je u priči iz 2001. godine "Quiver", pisca Kevina Smitha. U dvadesetim godinama lik se pojavljuje u većim pričama usmjerenim na Green Arrow i Black Kaniju, kao što je DC događaj Green Arrow / Black Canary Wedding i visokokvalitetna Justice League: Cry for Justice priča, prije ponovnog lansiranja likova pored većine nekretnina DC-a u 2011. godini.